# OKスポーツクラブ

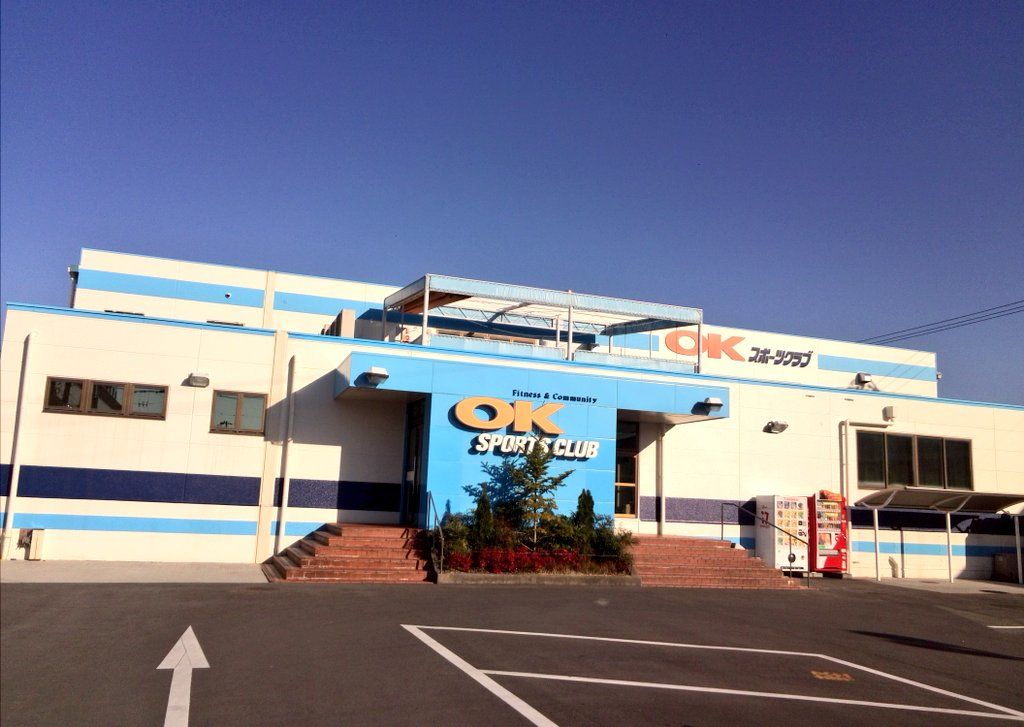
TOKスポーツクラブ（北田宮）

OKスポーツクラブ株式会社（オーケースポーツクラブ）は、徳島県徳島市に本社を置くスポーツクラブ及びホテル運営を行なっている企業。
2024年（令和6年）2月15日に岡田企画株式会社から商号変更した。

## 概要
1983年（昭和58年）11月に株式会社岡田企画設立。
徳島県内にチェーン展開しているスポーツクラブ「OKスポーツクラブ」の運営を行なっており、徳島市生涯福祉センター(ふれあい健康館)及び徳島県立牟岐少年自然の家指定管理者を務めている。
2005年（平成17年）2月に株式会社阿波観光ホテルを吸収合併し、同名ホテルの運営を行なっている。

## 沿革
- 1983年（昭和58年）11月 - 「株式会社岡田企画」設立。
- 1984年（昭和59年）04月 - OKスイミングスクール徳島開校。
- 1985年（昭和60年）05月 - OKスイミングスクール山城開校。
- 1988年（昭和63年）05月 - OKスイミングスクール脇町開校。
- 1989年（平成01年）05月 - OKスイミングスクール藍住開校。
- 2001年（平成13年）12月 - 「岡田企画株式会社」に社名改称。
- 2005年（平成17年）02月 - 株式会社阿波観光ホテル吸収合併。
- 2007年（平成19年）04月 - 徳島市生涯福祉センター(ふれあい健康館)指定管理者。
- 2008年（平成20年）04月 - 徳島県立牟岐少年自然の家指定管理者。

## OKスポーツクラブ
OKスポーツクラブ（オーケースポーツクラブ）は、徳島県内を中心にチェーン展開しているスポーツクラブ。

### 運営している施設
営業形態別に記述（所在地などの詳細は、公式サイトなどを参照）。
- 直営クラブ

- 運営受託クラブ
  - 阿南市スポーツ総合センターサンアリーナ（阿南市）
  - 石井町飯尾川運動公園いしいドーム（名西郡石井町）

- 管理者施設
  - 徳島市福祉センターふれあい健康館（徳島市）
  - 徳島県立牟岐少年自然の家（海部郡牟岐町）